# بني يني
بني يني إحدى بلديات دائرة بني يني التابعة لولاية تيزي وزو.

## أعلام
- أحمد بومنجل
- محمد أركون
- إيدير
- إبراهيم أيزري

## مواضيع ذات صلة
- بلديات ولاية تيزي وزو
- دوائر ولاية تيزي وزو

## وصلات خارجية
- التقسيم الإداري لولاية  ولاية تيزي وزو